# Divčibare
Divčibare (em cirílico: Дивчибаре) é uma vila da Sérvia localizada no município de Valjevo, pertencente ao distrito de Kolubara. A sua população era de 134 habitantes segundo o censo de 2011.

## Demografia
| 1948 | 1953 | 1961 | 1971 | 1981 | 1991 | 2002 | 2011 |
| ---- | ---- | ---- | ---- | ---- | ---- | ---- | ---- |
| 39   | 43   | 58   | 64   | 172  | 130  | 235  | 134  |